# Psilocera californica
Psilocera californica är en stekelart som först beskrevs av William Harris Ashmead 1896.  Psilocera californica ingår i släktet Psilocera och familjen puppglanssteklar. Inga underarter finns listade i Catalogue of Life.